# Adalberto Carrasquilla
Adalberto Eliécer Carrasquilla Alcázar (* 28. November 1998 in Panama-Stadt) ist ein panamaischer Fußballspieler.

## Karriere

### Klub
Er begann seine Karriere in der Saison 2014/15 beim Tauro FC. Im August 2019 kam es dann zu einer Leihe zum spanischen Zweitligisten FC Cartagena. Zum Start des Jahres 2020 schloss er sich dem Klub auf fester Basis an.

### Nationalmannschaft
Nachdem er in der U17, der U20 und der U21 aktiv war, hatte er am 18. April 2018 bei einem 1:0-Freundschaftsspielsieg über Trinidad und Tobago seinen ersten Einsatz für die A-Mannschaft. Hier wurde er in der 60. Minute für Sergio Ortega eingewechselt. Für die Weltmeisterschaft 2018 stand er im erweiterten Kader, wurde jedoch nicht berücksichtigt. Bislang folgten Einsätze in Freundschaftsspielen, der Nations League oder in Qualifikationsspielen für die Weltmeisterschaft 2022.